# Lorenzo Scupoli

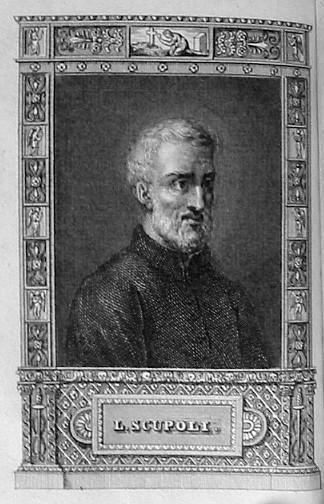
Imagen de Lorenzo Scupoli

Lorenzo Scupoli (Otranto, 1530 aprox.-Nápoles, 28 de noviembre de 1610) fue un sacerdote, religioso, y escritor italiano, perteneciente a la Orden de Clérigos Regulares Teatinos y es el autor de Il combattimento spirituale (en español El combate espiritual), uno de los más importantes escritos de la espiritualidad católica.

## Vida
Scupoli nació aproximadamente en 1530, en Otranto en Apulia. En su bautismo, recibió el nombre de Francesco (Francisco). Siendo ya adulto, fue admitido entre los Teatinos el 4 de junio de 1569, ingresando a la casa de formación de San Pablo el Mayor, en Nápoles. Comenzó su noviciado el 1 de enero de 1570. Fue discípulo de san Andrés Avelino, de la misma Orden religiosa. Cambió su nombre por el de “Lorenzo” al profesar solemnemente el 25 de enero de 1571. Recibió en seguida las Órdenes sagradas: el subdiaconado en la fiesta de Pentecostés del año 1572 y el diaconado en septiembre de 1573, pero el presbiterado hasta la Navidad de 1577 en la Casa teatina de Plasencia. 

### Ministerio sacerdotal
El Padre Scupoli ejerció su sacerdocio en varias ciudades, entre las que se cuentan: Milán (a partir de mayo de 1578), Génova (desde abril de 1581), Venecia (a partir de mayo de 1588) y Roma, ciudades donde destacó por su servicio a los enfermos, su vida virtuosa y pobre, y su predicación.
A éste lo conoció san Francisco de Sales cuando el Santo era estudiante en Padua.

### La condena
En 1585 el Padre Lorenzo fue acusado y calumniado de violar las Reglas de su comunidad. Por lo que fue sometido a un proceso interno, arrestado por un año y suspendido a divinis, sentencia que lo privaba del ejercicio de su sacerdocio, lo obligaba a vestir a la manera de los hermanos legos y a realizar servicios domésticos. 
Por su parte, durante el periodo de la condena, el Padre Scupoli se entregó a la oración y al estudio; jamás se quejó con nadie de los hechos que estaba padeciendo, al contrario, soportaba las acusaciones injustas y los castigos con humildad y mansedumbre, ofreciendo los sufrimientos a Dios con diversas intenciones.

### La rehabilitación en el sacerdocio ministerial
Finalmente, fue absuelto de toda pena por un Capítulo general, pero tuvo que esperar veinticinco años, casi hasta el final de su vida para serlo, pues, de hecho, el reconocimiento de su inocencia llegó el 29 de abril de 1610, pocos meses antes de su muerte.

## Escritos
Entre los numerosos escritos de Scupoli, cabe destacar:
- El combate espiritual (1589, con una añadidura en 1610);
- Del modo de consolar y ayudar a los enfermos a bien morir.

De entre las obras citadas, la primera es la obra maestra del Padre Lorenzo.

### El combate espiritual
En Venecia en el año 1589 se imprimió la primera edición de El combate espiritual («Combatimento / spirituale / Ordinato / da un servo di Dio. / Con Privilegi, / In Venetia, apresso i Gioliti, 1589», como se escribía en la portada), la cual, como ya se mencionó, fue la obra maestra de Scupoli y, con tan solo noventa y cuatro páginas, enseguida se convirtió en un superventas de la espiritualidad sólo tras la Biblia y la Imitación de Cristo y fue tenida en alta estima, siendo calificada como: “un clásico de la ascética católica”, “un curso de estrategia espiritual”.
Durante sus primeros 20 años, el libro fue publicado 60 veces y traducido del italiano al alemán (ya en 1590), latín (en 1591), francés (en 1595), inglés (en 1598) y español. Posteriormente se hicieron las traducciones al portugués, croato, polaco, armenio, griego, árabe y japonés. En el siglo XIX, el santo monje ruso Teófanes la parafraseó en el título de su obra El combate invisible, libro que ha tenido por su parte gran influencia en la Iglesia Ortodoxa.
La edición oficial llegó en 1657, cuando el Padre general de los Teatinos Francesco Carafa encargó la elaboración de una edición completa y auténtica del trabajo del Padre Scupoli que pudiera ser reconocida como oficial y definitiva. El hecho es que hoy se sabe de la existencia de al menos 600 ediciones de El combate espiritual.
El Combate es un manual práctico para vivir. Inicia enseñando que el sentido de la vida cristiana es el de una incesante lucha contra los anhelos egoístas y el de reemplazarlos con sacrificio y caridad. Aquel que no hace esto, pierde el combate y sufre en el Infierno; mientras aquel que sí lo hace, confiando no en sí mismo sino en el poder de Dios, triunfa y es feliz en el cielo.
El trabajo de Scupoli analiza varias situaciones comunes y aconseja cómo lidiar con ellas, preservando, por un lado, la conciencia pura, por el otro lado, mejorando en la virtud. Enfatiza también en la ilimitada bondad de Dios, la cual es la causa de todo bien. Lo que es malo se origina en el ser humano, el cual se rebela contra Dios.